# Ommatius niger
Ommatius niger är en tvåvingeart som först beskrevs av Ignaz Rudolph Schiner 1868.  Ommatius niger ingår i släktet Ommatius och familjen rovflugor. Inga underarter finns listade i Catalogue of Life.